# Ida Hellström
Ida Babulfath, född Hellström 26 mars 1979, är en före detta svensk brottare med flera VM-, EM-, och SM-medaljer på meritlistan. Hon är mor till judokan Tara Babulfath.